# Vasile Băran
Vasile Băran (n. 20 ianuarie 1931, Pojogeni, România – d. 23 decembrie 2016) a fost un prozator, romancier și scenarist român. A lucrat ca redactor în presa vremii și a publicat un număr mare de romane și de volume de reportaje și proză scurtă, scrise într-un stil jurnalistic, ușor umoristic și influențat uneori de ideologia politică a epocii.

## Biografie
S-a născut la 20 ianuarie 1931 în satul Pojogeni (azi parte componentă a orașului Târgu Cărbunești) din județul Gorj, în familia agricultorului Gheorghe Băran și al soției sale, Ana (n. Pielea). Era fratele mai mare al viitorului prozator Tudor Băran (n. 1933). A urmat școala generală la Pojogeni (1937–1944) și Școala Tehnică Financiară din Târgu Jiu (1944–1948) și apoi cursurile Școlii Superioare de Partid „Ștefan Gheorghiu” din București, secția de ziaristică, unde a lucrat în perioada 1962–1964 ca asistent universitar. În anul 1951 a fost încorporat pentru satisfacerea stagiului militar în Regimentul 13 Vânători de munte din Caransebeș, apoi a lucrat ca redactor la ziarul militar Scutul patriei din Cluj (1952–1954).
A lucrat, pe rând, ca redactor la agenția de știri Agerpres, la ziarele Scînteia tineretului (1957–1963) și Scînteia (1963–1968) și la secția de scenarii a Studioului Cinematografic București (1968–1969) și apoi ca secretar de redacție la România literară (1969–1993), scriind articole, reportaje, anchete sau eseuri. Criticul Dumitru Micu îl considera un „ziarist inventiv, cu inepuizabil debit în toate genurile publicistice, literaturizate, creator al unei noi specii, «microsilonul»”, „reporter alert, spiritual, nu rareori corosiv”.
A decedat la 23 decembrie 2016.

## Activitatea literară
A debutat cu reportaje în ziarul Gorjul liber și în anul 1960 cu proză în revista Luceafărul. Debutul său editorial a avut loc un an mai târziu cu volumul Pe drumul fericirii, urmat imediat de volumul Gospodăria colectivă – izvor de bunăstare și belșug. A publicat fragmente de proză scurtă, schițe umoristice, tablete, reportaje și proză pentru copii în numeroase reviste și almanahuri literare.
Opera sa literară este abundentă și cuprinde volume de reportaje (Pe drumul fericirii (1961), Gospodăria colectivă – izvor de bunăstare și belșug (1961), Contemporani cu viitorul (1962), Cartea proverbelor (1973), O.R.A. (1976), R.I.T.M. (1978)) impregnate de ideologie comunistă, volume de proză pentru copii (Săgeata albă (l969), Berbecul zburător
(1971), Insula manechinelor (1975), Ambarcațiunea eroică (1976)) cu conținut moralizator și romane.
Reportajele sunt scrise într-un stil cursiv și ușurel, fiind perisabile. După ce a practicat reportajul și foiletonul satiric, Vasile Băran a abandonat temporar exploatarea realului cotidian și a scris două volume de proză lirică: O raită prin pădurea de întâmplări (1966) și Întâmplări din primul vis (1968). În cel de-al doilea volum el reconstituie, într-un stil liric destul de lapidar, o serie de evenimente petrecute în copilărie, scoțând la suprafață trăiri sufletești îngropate în memorie. Schițele au un aspect calofil și sunt lipsite de substanță ideatică, nota criticul Gabriel Dimisianu. Scriitorul revine apoi la reportaj în volumele O.R.A. [Opinii. Reportaje. Anchete] (1976), R.I.T.M. [Reportaje. Interviuri. Microsioane] (1978) și I.M.N. Impresii, microsioane, notații (1981), care vibrează, uneori, de mândrie locală și românească mai ales atunci când descrie regiunea gorjeană unde s-a născut Brâncuși.
Romanul Cuptorul de ars cărămidă (1971) evocă întâmplări din mediul rural povestite din perspectiva unui copil și a fost considerat de Radu G. Țeposu „cea mai realizată carte a sa, [...] cu adevărat savuroasă prin pitorescul ei oltenesc”. În Ancheta (1972), considerat „pseudo-roman” de către autor, reporterul narator descoperă ițele unei crime, dar i se înscenează un accident de către făptașii aflați în pericol de a fi denunțați și zace mult timp în spital cu psihicul traumatizat. Halucinațiile personajului alternează cu momente de luciditate, producând o deformare a întâmplărilor reale îngropate în subconștient și scoțând la suprafață simboluri existențiale ascunse. Un alt roman, Diamantul viu (1978), a obținut Premiul Uniunii Scriitorilor din România. Romanele Cavalerii de pe coastă (1982) și Limpezirea fântânii (1984) descriu mediul rural natal al autorului: muncile câmpului, pețitul fetelor, nunțile, înmormântările, plecările și întoarcerile de pe front, împroprietărirea țăranilor și alte ritualuri tipice satului gorjean. Autorul povestește la persoana I într-un stil oral și spontan, ca un „nou și mic Creangă oltean” (după cum îl caracteriza Ion Rotaru), creând un soi de reportaje lirice cu fraze fluente și întortocheate ce reconstituie un spațiu și un timp trecut.
Vasile Băran a scris, de asemenea, scenariul filmului Vară sentimentală (1986), regizat de Francisc Munteanu. Filmul prezintă un conflict de mentalități din mediul rural românesc al anilor 1980 între un agronom progresist și un președinte de C.A.P. cu mentalitate retrogradă.

## Distincții
- Ordinul Muncii clasa a III-a (6 noiembrie 1964) „cu ocazia aniversării a 20 de ani de la apariția ziarului «Scînteia tineretului», pentru merite deosebite în muncă”[16]

## Opera
- Pe drumul fericirii, București, 1961;
- Gospodăria colectivă – izvor de bunăstare și belșug, București, 1961;
- Contemporani cu viitorul, Ed. Politică, București, col. Literatură politică pentru tineret, 1962;
- Uluitoarea dispariție a unui cap liniștit, schițe umoristice, Ed. Tineretului, București, 1965;
- O raită prin pădurea de întâmplări, Ed. Tineretului, București, 1966;
- Duminica lucrurilor, roman, Ed. pentru Literatură, București, 1968;
- Întâmplări din primul vis, nuvele, Ed. Tineretului, București, 1968;
- Numărați până la unu, Ed. pentru Literatură, București, 1969;
- Săgeata albă, Ed. Tineretului, București, 1969;
- Plecarea râului spre fluviu, poeme în proză, București, 1970;
- Microsioane satirice, Ed. Dacia, Cluj, 1971;
- Berbecul zburător, Ed. Ion Creangă, București, 1971;
- Cuptorul de ars cărămidă, roman, Ed. Eminescu, București, 1971;
- Ancheta, Ed. Cartea Românească, București, 1972;
- Cartea proverbelor, Ed. Albatros, București, 1973;
- Cocorii de iarnă, roman, Ed. Eminescu, București, 1973;
- Cascada, București, 1974;
- Călcâiul lui Achile, microschițe satirice, Ed. Junimea, Iași, 1974;
- Cresc odată cu țara, Ed. Ion Creangă, București, colecția ABC, 1974;
- Insula manechinelor, Ed. Ion Creangă, București, 1975;
- O.R.A. [Opinii. Reportaje. Anchete], Ed. Eminescu, București, col. Reporter, 1976;
- Ambarcațiunea eroică, Ed. Ion Creangă, București, 1976;
- R.I.T.M. [Reportaje. Interviuri. Microsioane], Ed. Eminescu, București, col. Reporter, 1978;
- Diamantul viu, roman, Ed. Cartea Românească, București, 1978;
- Pământul plat, Ed. Ion Creangă, București, 1979;
- I.M.N. Impresii, microsioane, notații, Ed. Cartea Românească, București, 1981;
- Cavalerii de pe coastă, roman, Ed. Eminescu, București, 1982;
- Roata și soarele, Ed. Ion Creangă, București, 1982;
- Pluta meduzei, Ed. Scrisul Românesc, Craiova, 1982;
- Comedia lui Sisif, povestiri, București, 1982;
- Sub cerul umbrelei mele, microsioane, Ed. Cartea Românească, București, 1984;
- Limpezirea fântânii, roman, Ed. Eminescu, București, 1984;
- Ranița grea a iubirii, Ed. Militară, București, 1985;
- Plecarea cavalerilor, roman, Ed. Eminescu, București, 1986;
- Recucerirea dragostei, roman, Ed. Militară, București, 1987;
- Nevăzutele războaie, Ed. Militară, București, 1989;
- Acești scriitori minunați și conștiințele lor zburătoare, Ed. Forum, București, 1992;
- De la regina muncii la regina moartă, antiroman istoric, Ed. Paco, București, 1994;
- Noaptea Mokshanalei: povestiri țigănești, Ed. Paco, București, 1995;
- Mierea din nevasta altuia, roman, Ed. Scripta, București, 1997;
- Regina moartă, roman, București, 1998;
- Dracula, adolescentul blestemat, roman, Ed. For You, București, 1999;
- Istoria iubirii, Ed. Paco, București, 2000;
- De la Lenuța Petrescu la Elena Ceaușescu, Ed. Verus, București, col. Aqua Forte,  2001;
- Itinerar brâncușian. Valea Neagră, Sena, Atlanticul, roman biografic, Ed. Viitorul românesc, București, 2001;
- Țepeș, fiul Dragonului, roman, Ed. Viitorul românesc, București, 2002;
- Monografii istorice. Romanii. Attila. Ad Mediam, Ed. Viitorul românesc, București, 2003;
- Martor între secole, Ed. Carom, București, 2004;
- Reporter la Judecata de apoi, Ed. Paco, București, 2006;
- Fără apărare. Romanul nevinovatului condamnat, Ed. Paco, București, 2007;
- Moartea brazilor. 20 de ani de la executarea soților Nicolae și Elena Ceaușescu (1989–2009), Ed. Verus, București, 2008;
- Brâncuși – Scară la cer, Ed. Verus, București, 2009;
- Restaurarea capitalismului în Valea seacă a Călugăresei, Ed. Verus, București, 2009;
- Prințesa răpită, Ed. Verus, București, 2009;
- Vaporul de uscat, microsioane, Ed. Verus, București, 2010;
- Autobiografie, Ed. Verus, București, 2012.